# Rize of the Fenix
Rize of the Fenix is het derde studioalbum van de Amerikaanse rockband Tenacious D. Het album werd uitgebracht op 11 mei 2012 en is de opvolger van The Pick of Destiny, dat zes jaar eerder werd uitgebracht.

## Tracklist
| Nr. | Titel                                          | Duur |
| --- | ---------------------------------------------- | ---- |
| 1.  | Rize of the Fenix                              | 5:54 |
| 2.  | Low Hangin' Fruit                              | 2:31 |
| 3.  | Classical Teacher                              | 3:23 |
| 4.  | Señorita                                       | 3:08 |
| 5.  | Deth Starr                                     | 4:45 |
| 6.  | Roadie                                         | 2:59 |
| 7.  | Flutes & Trombones                             | 1:28 |
| 8.  | The Ballad Of Hollywood Jack And The Rage Kage | 5:06 |
| 9.  | Throw Down                                     | 2:57 |
| 10. | Rock Is Dead                                   | 1:43 |
| 11. | They Fucked Our Asses                          | 1:07 |
| 12. | To Be The Best                                 | 1:00 |
| 13. | 39                                             | 5:17 |
| 14. | Quantum Leap (Bonustrack)                      | 3:49 |
| 15. | Rivers of Brown (Bonustrack)                   | 1:22 |
| 16. | 5 Needs (iTunes pre-order)                     | 1:36 |

## Hitnoteringen

### NederlandseAlbum Top 100
| Hitnotering: 19-05-2012 t/m 16-06-2012 | Hitnotering: 19-05-2012 t/m 16-06-2012 | Hitnotering: 19-05-2012 t/m 16-06-2012 | Hitnotering: 19-05-2012 t/m 16-06-2012 | Hitnotering: 19-05-2012 t/m 16-06-2012 | Hitnotering: 19-05-2012 t/m 16-06-2012 | Hitnotering: 19-05-2012 t/m 16-06-2012 |
| Week:                                  | 1                                      | 2                                      | 3                                      | 4                                      | 5                                      |                                        |
| -------------------------------------- | -------------------------------------- | -------------------------------------- | -------------------------------------- | -------------------------------------- | -------------------------------------- | -------------------------------------- |
| Positie:                               | 16                                     | 37                                     | 56                                     | 58                                     | 92                                     | uit                                    |

### VlaamseUltratop 200Albums
| Hitnotering: 19-05-2012 | Hitnotering: 19-05-2012 | Hitnotering: 19-05-2012 | Hitnotering: 19-05-2012 | Hitnotering: 19-05-2012 | Hitnotering: 19-05-2012 | Hitnotering: 19-05-2012 | Hitnotering: 19-05-2012 | Hitnotering: 19-05-2012 | Hitnotering: 19-05-2012 | Hitnotering: 19-05-2012 | Hitnotering: 19-05-2012 | Hitnotering: 19-05-2012 | Hitnotering: 19-05-2012 | Hitnotering: 19-05-2012 | Hitnotering: 19-05-2012 | Hitnotering: 19-05-2012 | Hitnotering: 19-05-2012 | Hitnotering: 19-05-2012 | Hitnotering: 19-05-2012 | Hitnotering: 19-05-2012 |
| Week:                   | 1                       | 2                       | 3                       | 4                       | 5                       | 6                       | 7                       | 8                       | 9                       | 10                      | 11                      | 12                      | 13                      | 14                      | 15                      | 16                      | 17                      | 18                      | 19                      | 20                      |
| ----------------------- | ----------------------- | ----------------------- | ----------------------- | ----------------------- | ----------------------- | ----------------------- | ----------------------- | ----------------------- | ----------------------- | ----------------------- | ----------------------- | ----------------------- | ----------------------- | ----------------------- | ----------------------- | ----------------------- | ----------------------- | ----------------------- | ----------------------- | ----------------------- |
| Positie:                | 68                      | 109                     | 77                      | 114                     | 149                     | 101                     |                         |                         |                         |                         |                         |                         |                         |                         |                         |                         |                         |                         |                         |                         |